# Drijenča
Drijenča je naseljeno mjesto u sastavu općine Čelića, Federacija Bosne i Hercegovine, BiH.

## Zemljopis
Po brežuljcima i dolinama sjeveroistočnih obronaka Majevice Drijenča je rasuta na prostranom području po kosama i stranama oko rječice Drenačice, u tristotinjak kuća raspoređenih u deset zaselaka koji se zovu Kolice, Martinovići, Dugonje, Brdo, Lučići, Dalgine, Toljaci, Brčine, Perivoj i Bučje, koji čine selo Drijenču i istoimenu župu Sv. Ante Padovanskog. Uz tu župu i franjevačke župe Tuzlu, Breške i Šikaru, spada u tuzlansko samostansko područje. Prema legendi Drijenča je nekad bila malo selo koje nije bilo ovako prostrano, nego je sva bila pored puta. Radi izbjegavanja pritiska i kontrole čitluk-sahibija, mještani se od onamo preselili u okolne šume. Od Tuzle je udaljena oko 25 km.
U Drijenči su sljedeća prezimena po zaseocima. U Perivoju su Brčina, Bojić, Rebernik, Martinović, Perić. U Bučju su Filipović, Jurić, Knežević, Kaluđer, Pavlović. U Brčinama su Brčina, Lončarević, Breščaković i Piljić. U Dugonjama su Dugonjić, Divković, Božić, Kešina i Lučić. U Kulicama su Lučić, Marojević, Tomić, Petrović i Jedrinović. Na Brdu su Bojić, Pavlović, Brčina, Kešina, Stjepić, Breščaković, Marinović, Božić i Grgić. U Martinovićima su Lučić, Grgić, Petrović i Dugonjić. U Lučićima su Stjepić, Ninić, Lučić i Kikić. U Dalginama - Toljacima su Lučić, Stjepić, Brčina i Tomić.
Najveći je dio župe Drijenče uz izvorišnu površinu rječice Drijenčice. Drijenča prostire se južno od vrhova Vjetrenika (705 m) i Operkovice (717 m). Reljefno je područje župe raznoliko i sve oblike reljefa nalazimo ovdje: brda, pobrdja, kose, strane, uvale, doline, prijevoji, sedla, kikovi, cuvici, grebeni, zaravni i drugi zemljopisni oblici. Zaselak Bučje je veliki dio Drijenče. Najveći je i najstariji zaselak. Ime je dobio po buči, vrsti slatke bundeve koje se tradicijski peče pred Božić. Bučje je u dolinskom dijelu pored ceste Šibošnica - Dokanj, koji se rasporedom stambenih i gospodarskih objekata nastavlja na Šibošnicu. Dio majevičkog masiva, koji se prostire u pravcu istok-zapad je sjeverna granica majevičkog gorja.
Toponimi ovog područja slavenskog su podrijetla. Baziraju se na reljefnim osobinama, vegetaciji i ostalim prirodnim obilježjima.
Drijenča spada u razbijene odnosno u tzv. krčevinske tipove naselja. Kuće su razrijeđene, nisu na okupu i u okviru takvog naselja postoje manje cjeline.

## Vodotoci
Rječica Bučjanka, Drjenčica, Muštinski potok i dr.

## Povijest
Za Drijenču se vjeruje da je ime dobila po drvetu drijena koje raste podno Majevice.
No na širem području Majevice nema zabilježenih nikakvih kultova niti običaja u svezi s uporabu drijena.
Drijenča i okolica bila je naseljana još u mlađem kamenom dobu, premda danas spomenici te daleke prošlosti nisu tako vidljivi. Srednji vijek ostavio je više dokaza o naseljenosti Drijenče na današnjem teritoriju. Iz tog vremena je nekropola s nekoliko stećaka na kojima su grubo uklesani znakovi križa, mača ili polumjesec.
Izvjesno je da je Drijenča bila naseljena i u srednjem vijeku. Prvi pisani spomenici su osmanski defteri. Postojala je i prije Osmanlija, jer su raštrkani stećci na visovima oko nekih zaselaka Drijenče, najviše kod Bučja i Lučića. U narodu se govori da su stećci "od Rimljana." Na lokalitetu Grobljice iznad Perivoja je srednjovjekovna nekropola, gdje su stećci na okupu, i na nekim od njih su uklesani simboli kao što su križevi, polumjeseci i mačevi. Na groblju se današnje stanovništvo ne kopa. Na prostoru sela postoji još nekoliko starijih groblja koja se ne koriste. Godine 1548. zapisan je timar nekog kneza Mate, i u njemu sela Drijenča i Obodnica. Budući da je Obodnica najbliže selo Drijenči s prisojne strane Majevice, nedvojbeno je da se radi o današnjem selu. Tad je Drijenča pripadala nahiji Visori, što znači da je još onda administrativno odvojena od soljanskog područja. Visori su danas nevažno malo planinsko selo, ali u ranim osmanskim vremenima bilo je toliko važno da je bilo sjedište nahije. 
Srednjovjekovna Drijenča je u jednom trenutku nestala, a pretpostavlja se da je razlog kuga, s obzirom na broj kužnih groblja u okolici. Danas se zna za tri kužna katolička groblja u Drijenči. Na brježuljku Nišanu između Drijenčei Nahvioca je staro groblje s grobovima obilježenim stupovima na kojima se nalaze križevi. Vjerojatno je to staro naselje propalo pojavom kuge od koje je selo potpuno stradalo. Obnovili su ga najvjerojatnije došljaci iz okolice Žepča. U prošlosti je kuga često izazivala raseljavanje sela. Preživjeli su najčešće odselili nekamo drugamo nakon smrti većeg dijela stanovništva. 
Etnografski je slabo istražena sjeveroistočna Bosna i zasad se se ne zna za rodove negdje drugdje koji imaju tradiciju podrijetla iz srednjovjekovne Drijenče. Ako su stanovnici bili katolici, onda su se iseljenici najvjerojatnije spustili na južnu stranu Majevice i ondje pomiješali sa starincima. Vjerojatno je i dio ostao, jer rod Brčine tvrdi da su u Drijenči od prije kuge. O kojoj se kugi radi, teško je reći, jer je u sjevernoj Bosni kuga harala u nekoliko navrata. Kad je propalo srednjovjekovno naselje, šuma je prekila seoski atar. Iskrčili su ju novi došljaci, najvjerojatnije došli preko Obodnice. Važno je uočiti da i danas neki Obodničani imaju svoju zemlju u Drijenči, što nije ništa nova, jer Obodničani nisu imali dovoljno zemlje u svom selu, pa su krčili zemlju u Drijenči i tu se postupno naseljavali. Bučje je najstariji dio naselja, ali zbog blizine puta bilo je meta begovima i hajducima, zbog čega su se stanovnici zbog tog povukli u brda. Neki ovu predaju osporavaju jer tvrde da je jasno da su migracijske struje u Drijenči išle od jugozapada ka sjeveroistoku, a ne obrnuto kako ova predaja tvrdi. Važno je i to da Petrovići ne znaju otkamo su došli u Drijenču. Prema predajama ostalih starijih doseljenika, dio nije znao podrijetlo. Neki su znali, i prema njihovim predajama podrijetlom su Žepča, dio sa soljanskog područja i dio iz Posavine, vjerojatno inverzne migracije, navodno od Zovika. Tradicija od žepačkim doseljenicima neobična je, jer je Žepče daleko, između Soliju (Tuzle) i Žepča su planine kao Ozren i Konjuh, i uz to između ove dvije regije nema katoličkih sela, pa je izvjesno da je stanovništvo ovdamo moralo doći dugim putovanjem bez zaustavljanja, nikako u etapama. Po drugoj tradiciji se smatra da rod Petrovića u zaseoku Martinovićima važi za najstariji rod u selu. Petrovićima se nazivaju i Martinovići, no nejasno je je li zaseok dobio ime po njihovom starom prezimenu, ili su njih prozvali Martinovićima po zaseoku koji se već tako zvao. Tako se Martinoviće i najstarijim dijelom sela. 
Bučje je najstariji zaselak u Drijenči. Još 1970-ih nigdje drugdje u Drijenči nije bilo čvrstog puta makadama osim kroz Bučje i taj put je jedini na ovom kraju povezivao Soli (Tuzlu) sa Srebrenikom.  Drijenča je nekad bila sva pored puta na današnjem području Bučja i Šibošnice pa sve do Humaca. Još i danas neki Bučjani imaju zemlju u Šibošnici, što pokazuje da su Osmanlije u njihovo vrijeme otimali zemlju od starosjedilaca Drijenče i Bučja a poslije je komunistička vlast mnogim Drjenčanima to jest Bučjanima nacionalizirala zemlju. Zato je danas Drijenča prometno odvojenija, odnosno "stjerana" u brdo. Drijenča je nekad bila sva poted puta a najstariji put prolazi kroz zaseok Bučje i logično je da je Bučje najstariji zaselak u Drijenči.
Pisani spisi spominju Drijenču u 15 st. kada je bila naseljena na današnjem području Šibošnice i Bučja. Pod pritiscima Osmanlija svi katolici povlačili su se u Bučje i na sadašnji prostor. Nastankom samostana Gradovrh u 15. stoljeću, počinje povijest ovdašnje župe. Tada su franjevci iz gradovrškog samostana služili vjernicima Drijenče. Kad je propao taj samostan, odnosno kad se aktivirao samostan u Donjim Solima (Tuzla), za Drijenčane pastoralno skrbe franjevci iz ovoga samostana.
Franjevačke kronike i šematizmi izvješćuju o Drijenči i naseljenosti. Izvješće biskupa fra Dragičevića kaže da godine 1742. župi Soli pripada i selo Drijenča. U Drijenči je tad bilo sedam katoličkih kuća (kuća podrazumijeva jednu porodicu a više obitelji) i 104 katolika. Godine 1768. apostolski vikar fra Marijan Bogdanović naveo je da Drijenča pripada župi Soli, ima 25 katoličkih kuća i 239 katolika. Popis iz 1813. fra Augustina Miletića bilježi u Drijenči 38 kuća i 326 katolika. Šematizam provincije Bosne Srebrene za 1856. godinu kaže da Drijenča pripada župi Breške i ima 49 katoličkih obitelji i 331 člana, šematizam za 1877. da ima 60 obitelji i 480 katolika, šematizam za 1932. 911 katolika, a 1959. 1.251 katolika.
Stradala u Drugome svjetskom ratu i njegovom predraću od četnika i partizana. Pobijeni i nestali Hrvati su iz zaselaka Bučja, Lučića, Brda, Dugonja, Toljaka, Perivoja, Brčina, Martinovića i Kulica. Svi su poginuli i nestali u razdoblju od 1940. do 1945. godine.
|  |  |

Drijenča je pripadala župi Breške. Podružna crkva sagrađena je 1970. godine. Godine 1986. odijeljena je od te župe i samostalna je župa sv. Ante Padovanskog. Podružna crkva postala je župna crkva. Pripada joj samo jedno selo, Drijenča. Za nadbiskupovanja Marka Jozinovića izgrađena je župna crkva 1986. godine. Godine 1987. otkupljena je za župu obiteljska kuća u kojoj od tad stanuje župnik. Župna kuća temeljito obnovljeno od 1994. do 2000. godine. Nova župna crkva sa zvonikom građena je od 1997. do 1999. godine, po projektu Jure Pranjića iz Tuzle. Crkvu krase djela umjetnika Đure Sedera, Mile Blaževića i Blaženke Salavarde (križni putevi u mozaiku). Nova je crkva sv. Ante sagrađena na mjestu stare u ratu stradale crkvice. Skupina Drijenčana financirala je i izgradnju kalvarije. Postaje-kapelice je projektirao arhitekt Juro Pranjić.  Postaje su duž asfaltirane prometnice koja gradi sponu između crkve i groblja. Zahvaljujući postajama križnog puta, Drijenča postaje i hodočasničko mjesto za katolike tuzlanskoga kraja.
Drjenačka kalvarija, odnosno drjenački put križa čini četrnaest postaja-kapelica koje su sagrađene duž ceste. Trasa je od od župne crkve do župnog groblja. Sastavni dio drjenačkog križnog puta je sveta misa koja se slavi nakon četrnaeste postaje, na ulazu u groblje, kod središnjega Raspetoga.
|  |  |

Drijenča je bila po nelogičnim ključevima dodjeljivana u upravno-administrativnom pogledu dodjeljivana drugim općinama. Kao jedino selo nastanjeno hrvatskim i katoličkim stanovništvom dodjeljivano je općinama koje su bile sasvim druge nacionalne vjerske struture, zbog čega je uvijek bila na margini društvenih i političkih zbivanja, što se snažno odrazilo na ekonomskom području. Infrastruktura je ostala cijelo vrijeme loša, ostanak u Drijenči i bavljenje stočarstvom i poljoprivredom nije obećavao perspektivu. nije bilo moguća ostvariti ikakav napredak, zbog čega je veliki dio radno sposobne populacije odlučio potražiti bolji život izvan granica domovine, uglavnom u zapadnoj Europi. Prije rata bila je u općini Lopare. Kad je postalo evidentno da Bosni i Hercegovini neizbježno prijete ratne strahote, emigracija se intenzivirala. Na nesreću po Drijenču, selo je bilo crtom razdvajanja i obrambeni zid iza kojega je stajala Tuzla. Da je Drijenča pala, Tuzlu ne bi bilo nikako moguće obraniti od velikosrpskog agresora. Hrvati Drijenče bili su zaštitni zid Tuzle. Zbog toga je Drijenča cijeli rat bila na udaru i poprilično je razarana. Poginula su u ratu sedmorica Drijenčana – vojnika. Sreća je bila da nije bilo civilnih žrtava. Poslije rata opet nije slijeđena logika i Drijenča je opet se našla kao jedino katoličko i hrvatsko selo u općini sasvim druge nacionalno-vjerske strukture. Pripala je općini Čeliću. Položaj Drijenče nije se puno poboljšao od predratnog, zbog čega je došao novi val iseljavanja, posebno stanovništva mlađe dobi. Ostali su samo oni koji ili nisu imali kamo otići s nadom da će im tamo biti bolje, ili pak oni koji su presnažno vezani za Drijenču.
Hrvatstvo je na području današnje Županije Soli pretrpilo veliku štetu zbog jugoslavenstva. Na području županije analizom demografskih kretanja sa zadnjih triju popisa logičan je zaključak da su upravo Hrvati daleko više od svih prihvatili ideju jugoslavenstva, najviše u susjednoj općini Tuzla gdje je popisom 1991. godine utvrđeno 16% Jugoslavena. Hrvata je bio manji broj u nekoliko općina, ali ne kao posljedica velike ekonomske migracije, nego zbog odnarodnjavanje kao posljedica političkog marketinga i političkih pritisaka na Hrvate osamdesetih godina 20. stoljeća, i pred popis 1991. godine. Na zamagljivanje hrvatske svijesti i odnarođivanje otvoreno su djelovali mnogi faktori i određene političke stranke poput SKJ-SDP, SRSJ (Savez reformskih snaga Jugoslavije) i još neke sličnih programa.
U organiziranju Hrvata u HDZBiH značajni su bili svećenici Katoličke crkve, čuvajući opstanak Hrvata i hrvatstva na ovim prostorima. Osobito su se istaknuli tadašnji gvardijan Franjevačkog samostana u Tuzli fra Josip Bošnjaković i tadašnji dekan Tuzlanskog dekanata velečasni Marko Hrskanović, župnik u Živinicama. Prvi oblici organiziranja bili su skroviti, jer u SR BiH još nije bilo dopušteno višestranačje. Organiziranje je bilo gotovo ilegalno, i sve je to gotovo ostajalo na ideji među istomišljenicima koji su radili. Početkom ljeta organiziranje izlazi iz ilegale, jer se pretvaralo gotovo u masovno okupljanje. Nekolicina osoba koji su radili na organiziranju kontaktirali su s osobama koje su već bile na čelu inicijativnog odbora za osnivanje HDZBiH u Sarajevu, Drago Pavić i Ante Zvonar iz Tuzle, Ivo Andrić Lužanski i Vlado Tadić iz Živinica i Franjo Matić iz Gradačca. Tridesetak osoba s područja Soli nazočilo je 18. kolovoza 1990. godine na utemeljiteljskom Saboru HDZBiH u Sarajevu.
U općini Lopare Hrvati su živjeli samo u Drijenči, koja je danas u općini Čeliću Bilo ih je u cijeloj općini tek 3,88%. 1991. godine bilo je Hrvata blizu 2000. Prvi predsjednik OO HDZBiH Lopare bio je Slavko Bojić i na prvim izborima 1990. godine HDZBiH je postao parlamentarna stranka. Hrvati su vremenom masovno otišli iz ovih krajeva osobito zbog ekonomskih razloga, pa OO HDZBiH Čelić nije parlamentarna stranka. Ova Općinska organizacija dala je ratnog zapovjednika 115 HVO brigade Zrinski.
Drijenčani su se povremeno kretali prema Šibošnici. Šibošnica je tipično cestovno naselje. Godinama je tu bila ambulanta, kovačnica, pekara, pošta, zemljoradnička zadruga, nekoliko prodavaonica i pijacni dan utorkom. Velikosrpska agresija rezultirala je da je Šibošnica gotovo nestala kao naselje kojem su druga naselja gravitirala. Na sebe su tu ulogu preuzela mjesta Breške, Dokanj, Tuzla i Čelić. Razlog su novi putni pravci, posebno cesta preko Zelenog kamena, izgrađena 1992. godine radi potpore obrani istočnih ratnih položaja.
Lipnja 1998. postavljen je spomenik poginulim hrvatskim braniteljima Drijenče. Njih sedam je braneći Drijenču, branilo Bosnu i Hecegovinu te za slobodu i cjelovitost domovine dalo svoje živote: Petar Brčina, Blaško Brčina, Marko Lučić, Niko Tomić, Mato Božić, Blaško Kikić, Blaško Tomić.
U Bučju je 15. kolovoza 2017. postavljeno prvo spomen obilježje žrtvama komunizma na prostorima Tuzlanske županije - Soli. Spomen obilježje podigla je ovdašnja obitelj Filipović svome djedu i stričevima koji su bili žrtve komunista. Zločinci nikada nisu odgovarali za svoje zločine, umrli su prirodnom smrću, uživajući do kraja svog života na krvi i ubijanju stečenu mirovinu kao sudionici NOR-a.
Raspelo u Bučju, postavljeno 2017. i blagoslovljeno 2018. godine. Postavljeno u Bučju jer je najudaljeniji zaseok od župne crkve u Drijenči. Smješten na križanju glavne ceste s manjom sporednom cestom, u blizini mjesne čitaonice.

## Gospodarstvo
Tradicionalna zanimanja stanovnika bilo stočarstvo, zemljoradnja i voćarstvo, (šljive, trešnje) i lovstvo. Zbog razvijenog i tradicionalnog lovstva, srneći fond bio je skoro uništen, ali u normalne je okvire doveden višegodišnjim lovostajem. Poznati je mjesni gastronomski specijalitet pečena buča. Zbog dobro uređenog križnog puta, Drijenča je omiljeno hodočasničko mjesto katoličkih vjernika iz Županije Soli i obližnjih dijelova BiH i Hrvatske, a danas dolaze i hodočasnici iz inozemstva što već stvara osnove vjerskom turizmu, mjesnoj ugostiteljskoj i turističkoj ponudi, mjesnim dobavljačima voća, povrća, stočarskih i peradarskih proizvoda te šire ponude, poput lovstva i športskog ribolova. S obzirom na udaljenost od zagađenih industrijskih središta, omiljeno je odredište izletnicima.
- Šljive u Bučju
- Bučjanski specijalitet - buča

## Projekti
Hrvati Drijenče složni su u svojijm akcijama. I nastojanju da opstanu u tom selu. Tijekom 2020-te s novcem Središnjeg državnog ureda za Hrvate izvan Republike Hrvatske obnavlja se cesta kroz šumovitu Majevicu prema Obodnici i Tuzli. Projekti su to koje provode mladi iz Drijenče.

### Običaji
Uz opći blagoslov polja koji se obavlja o blagdanu sv. Marka obavlja se opći blagoslov polja. Posebnost drijenačke župe je specifični blagoslov polja, koji Drijenčani nazivaju "listari". Vrši se uz Spasovo, kada prolistava šuma pa je otuda vjerojatno došlo ime.

### Manifestacije
Drijenačko sijelo, manifestacija koja se održava od 2007. godine. Tradionalni zabavljači su Braća Kapular i Braća Jelić.

### Ustanove
- Hrvatski dom.[23] U Bučju je čitaonica.

- Privatni Muzej starina, osnovao Ilija Filipović.

### Znamenitosti
U Drijenči, u zaseoku Bučju nalazi se stari bunar koji zbog starine i arhitektonske izvedbe razmatraju za nacionalni spomenik BiH.
- Najstariji bunar u Bučju, zime 2013.
- Hrvatski dom u Drijenči jeseni 2017.

## Promet
Od 25 kilometara udaljene Tuzle do Drijenče vode dva loša prometna puta, jedan preko Brežaka i Obodnice, a drugi preko Doknja. Župa je zabačena i prometno vrlo nepristupačna. Brojna su skretanja i neobilježene slijepe ulice. Potreban je dobar automobil i dobro poznavanje terena koji se može naučiti jedino ako se živi ovdje. Makadamske i kozje staze čine teško dostupnim Drijenču. Nakon obilnih kiša mnoga su klizišta.
Za promet je Drijenči stoljećima bila važna karavanska cesta još iz predturskih vremena Stare Majevice. Vodila je između Doknja i Šibošnice, također velika povijesna značaja. Trasa ceste išla je od Šibošnice do skele na Savi u Brčkom. Karavanski put vodio je preko Majevice preko lokaliteta Maoča - Balabanovići - Debelo brdo - Zeleni kamen - Oparkovica - Gola Majevica i dalje. U Austro-Ugarskoj cesta je bila važna zbog naglog oživljavanja gospodarskih i trgovačkih aktivnosti soljanskog kraja, jer je to bila glavna i jedina veza s luckim i cestovnim prometnicama na Savi. Cesta je bila popločana, karavanskog tipa, uredno održavana zahvaljujuci dobro organiziranoj službi koja je uz tu cestu imala "putarnice", svoje službene objekte. Jedna od putarnica bila je na Spomeniku (stara Majevica). Asfalt dolazi 2008. godine, kad je prva trasa na području drijenačke župe spojila Drijenču sa Šibošnicom. Trasa je duga 4,5 km.
Cesta u Gornjoj Obodnici na relaciji od Čitaonice do Zelenog Kamena i granice s Općinom Čelić slabo je asfaltirana i danas. Asfaltiranje dijela ceste koji povezuje Tuzlu i Čelić, odnosnu Gornju Obodnicu i Drijenču, davno je riješen sa strane Drijenčana, što se vidi kod poznatog majevičkog izletišta Zeleni kamen, ali od strane Grada Tuzle, nije napravljeno ništa.

## Stanovništvo
Prema Šematizmu provincije Bosne Srebrene za 1856. godinu, a prema podacima iz 1855., u župi Breške naselje Drijenča imala je 49 katoličkih obitelji s 331 katolikom, a prema Imeniku klera i župa za 1910. godinu, u Drijenči su živjela 780 katolika i 35 muslimana.
| Drijenča           |              |                |                |                |
| godina popisa      | 1991.        | 1981.          | 1971.          | 1961.          |
| Hrvati             | 980 (98,98%) | 1.547 (97,05%) | 1.453 (98,17%) | 1.241 (98,64%) |
| Srbi               | 1 (0,10%)    | 15 (0,94%)     | 16 (1,08%)     | 9 (0,71%)      |
| Muslimani          | 1 (0,10%)    | 3 (0,18%)      | 4 (0,27%)      |                |
| Jugoslaveni        | 6 (0,60%)    | 28 (1,75%)     |                | 7 (0,55%)      |
| ostali i nepoznato | 2 (0,20%)    | 1 (0,06%)      | 7 (0,47%)      | 1 (0,07%)      |
| ukupno             | 990          | 1.5914         | 1.480          | 1.258          |

## Poznate osobe
- Mijo Jurić, hrvatski pisac, publicist
- Stjepan Brčina, franjevac konventualac,[28] misionar u Boliviji[29][30][31]
- Zoran Jurić, akademski kipar[32]
- Viktorin Jurić - Paša (1961.), heroj Domovinskog rata: heroj Sajmišta, Vukovara[33][34]
- fra Franjo Grebenar, prvi župnik u Drijenči, prvi predsjednik Odbora za gradnju, ali i prvi ravnatelj Hrvatske bolnice “Dr. fra Mato Nikolić”, ujedno i čovjek koji je dočekao sudionike Bijelog puta koji je donio svjetlost i nadu u Lašvansku dolinu[35]
- Kata s. Amabilis Jurić, redovnica Družbe školskih sestara franjevki Krista Kralja, viša asistentica na KBF-u pri katedri Religiozne pedagogije i katehetike, autorica brojnih stručnih članaka i knjige Duhovnost vjeroučitelja u Hrvatskoj[36]
- Martin Jurić, kandidat SPÖ-a na izborima u Beču, roditelji iz Drijenče[37]

## Vanjske poveznice
- internetska stranica župe Drijenča, www.zupadrijenca.com  Arhivirana inačica izvorne stranice od 4. rujna 2013. (Wayback Machine)